# Kevork Malikyan
Kevork Malikyan, född 2 juni 1943 i Diyarbakır i Turkiet, är en brittisk-armenisk skådespelare.
Kevork Malikyan provspelade för rollen som Sallah i Steven Spielbergs Jakten på den försvunna skatten (1981) men John Rhys-Davies fick rollen istället. Steven Spielberg kom dock ihåg Kevork och lät honom spela Kazim i filmen Indiana Jones och det sista korståget (1989).

## Filmografi (urval)
- 1968 – Doctor Who (TV-serie) (två avsnitt)
- 1970 – Mannen som jagade sig själv
- 1977–1979 – Mind Your Language (TV-serie) (29 avsnitt)
- 1978 – Midnight Express
- 1986 – Half Moon Street
- 1989 – Indiana Jones och det sista korståget
- 2004 – Flight of the Phoenix
- 2006 – Renaissance (röst)
- 2012 – Taken 2
- 2014 – The Cut
- 2014 – Exodus: Gods and Kings